# 泰裔馬來西亞人
泰裔馬來西亞人，是指出生或移民到馬來西亞的暹羅人，在2014年有70000個泰人有馬來西亞國籍。這個數字不包括那些居住在馬來西亞但不持有馬來西亞公民身份的泰國人。他們多來自泰國與馬來西亞接壤地區。
在政治上，泰裔馬來西亞人被視為馬來西亞土著並給予馬來人的地位。

## 宗教
泰裔馬來西亞人多信仰上座部佛教或伊斯蘭教，然而，許多暹羅穆斯林已經融入到馬來族中，不再被認為是泰人。

## 文化
大多數泰裔馬來西亞人的生活方式類似於馬來人。如果一個馬來人或一個暹羅人沒有說他們自己的語言，他們就無法區分。唯一獨特的標誌是他們的宗教和語言。否則泰裔馬來西亞人就像馬來人，因為他們也說流利的當地馬來方言。
泰裔馬來西亞人經常得到州政府支持他們社區福利。通常，寺廟由政府提供慷慨的資助。